# Catherine Perrin
Pour les articles homonymes, voir Perrin.
Catherine Perrin est une claveciniste, animatrice de télévision et de radio et écrivaine québécoise.

## Biographie
Née à Québec, Catherine Perrin apprend d'abord le piano, à l'âge de 9 ans, puis le clavecin. À 13 ans, elle entre au Conservatoire de musique de Québec. Elle obtient ensuite un baccalauréat à l'Université Laval où elle étudie notamment avec le claveciniste Scott Ross. Après un an de clavecin avec Mireille Lagacé au Conservatoire de musique de Montréal où elle reçoit le premier prix à l’unanimité et un diplôme d’études supérieures en musique, elle s'installe à La Haye pour y poursuivre sa formation sous la direction de Bob van Asperen au Conservatoire royal de La Haye et y terminer un certificat en interprétation.
De retour à Montréal en 1986, elle devient animatrice à la chaîne culturelle de Radio-Canada de 1987 à 2000. Elle est ensuite animatrice télé durant 4 ans à Télé-Québec d'une émission consacrée au cinéma, Le Septième. De retour à Radio-Canada, elle est chroniqueuse en environnement à l'émission C'est dans l'air, puis chroniqueuse culturelle à l'émission matinale de René Homier-Roy, C'est bien meilleur le matin, jusqu'en 2009. Parallèlement, elle est à la tête des émissions On fait tous du show-business et Six dans la cité à la télé de Radio-Canada. De 2011 à 2019, elle est titulaire de l'émission Médium large sur les ondes de la première chaîne de Radio-Canada. Depuis, elle anime plusieurs émissions : Du côté de chez Catherine en 2021, Ma chanson va changer le monde (2021 et 2022) et Feu vert depuis 2023. 
Reconnue pour ses talents d'animatrice, elle reçoit en 2013 le prix « Coup de cœur du grand public » du Conseil supérieur de la langue française. L'émission du 3 mars 2024 de Feu vert reçoit le prix d'excellence au NAB Show 2024.
Outre ses activités d'animatrice, elle poursuit depuis 1988 une carrière de claveciniste. Elle se produit notamment avec Les Violons du Roy, I Musici de Montréal, l'Ensemble contemporain de Montréal, Les Vents de l'Orchestre symphonique de Montréal, le Trio Bataclan et l'Orchestre Métropolitain.
Parallèlement à plusieurs participations comme claveciniste dans des enregistrements de I Musici de Montréal entre 1992 et 2000, elle lance deux albums en solo et deux autres au sein du Trio Bataclan! avec le bassoniste Mathieu Lussier et le bandonéoniste Denis Plante.
Également autrice, elle fait paraître plusieurs ouvrages dont, en 2014 aux éditions Québec/Amérique, un récit sur sa mère Une femme discrète à propos du syndrome cortico-basal dont elle souffrait, ainsi que sur les séquelles d'un traumatisme subi dans son enfance.
Impliquée dans l'aide en francisation auprès des immigrants, notamment au sein de la Fondation pour la langue française, elle met sur pied en 2018 le projet Les Multiples destiné à faire connaître la culture québécoise aux nouveaux arrivants.

## Réalisations

### Enregistrements
- Plusieurs enregistrements avec I Musici de Montréal, étiquette Chandos, 1992-2000.
- 24 Préludes, ATMA Classique, 1998.
- Mozart, Ah! Vous dirai-je maman, ATMA Classique, 2003.
- Bataclan! ATMA Classique, 2009.
- Bataclan, Dandy, ATMA Classique, 2011.
- La Cigale et les Violons, ATMA Classique, 2014.

### Ouvrages publiés
- Une femme discrète, récit, éditions Québec Amérique, septembre 2014.
- Cinquante minutes, nouvelle, dans L’amour au cœur de la vie (collectif), éditions Québec Amérique, février 2017.
- Trois réveils, roman, éditions XYZ, collection Romanichels, 176 pages, février 2020,  (ISBN 9782897722180).
- L'âge des accidents, éditions XYZ, collection Romanichels, 192 pages, octobre 2021,  (ISBN 9782897723026).
- Habiter en beauté, ces lieux qui nous font du bien, co-écrit avec l'architecte Pierre Thibault, éditions La Presse, 272 pages, octobre 2023,  (ISBN 978-2-89825-163-4).

### Documentaire
- Virage vert, les règles du jeu, réalisation Amélie Hardy, production Casadel Films, 52 minutes, 2024.